# دیر شمیل
دیر شمیل (به عربی: دیر شمیل) یک روستا در سوریه است که در استان حماه واقع شده‌است. دیر شمیل ۴٬۵۳۷ نفر جمعیت دارد.